# ジョージ・トマス (初代準男爵)
初代準男爵サー・ジョージ・トマス（英語: Sir George Thomas, 1st Baronet、1774年12月31日没）は、グレートブリテン王国の植民地総督。ペンシルベニア植民地総督、リーワード諸島総督を務めた。

## 生涯
ジョージ・トマス大佐（George Thomas、1707年5月13日没、ウィリアム・トマスの次男）と妻（サミュエル・ウィンソープの娘）の間の長男として生まれた。1717年ごろに伯父ウィリアムが死去すると、その遺産を相続した。
1738年から1747年までペンシルベニア植民地総督を、1752年1月25日から1766年までリーワード諸島総督を務めた。
1751年にヤップトンの地所を購入して、1766年9月6日に準男爵に叙され、同年12月18日にリーワード諸島総督を辞した。
1774年12月31日にロンドンのアッパー・ブルック・ストリートで死去、息子ウィリアムが準男爵位を継承した。

## 家族
リディア・キング（Lydia King、ジョン・キングの娘）と結婚して、1男3女をもうけた。
- ウィリアム（1777年12月28日没） - 第2代準男爵[2]
- エリザベス - 生涯未婚[4]
- マーガレット（1797年没） - 1765年12月5日、アーサー・フリーマン（Arthur Freeman、1724年ごろ – 1780年1月30日）と結婚、子供あり[3][4]
- リディア（1794年没） - ジョン・ホワイト（John White、1701年ごろ – 1776年）と結婚、子供あり[3][4]。ジョージ・ホワイト＝トマス（英語版）の母[5]